# Heterochelus humeralis
Heterochelus humeralis är en skalbaggsart som beskrevs av Kulzer 1960. Heterochelus humeralis ingår i släktet Heterochelus och familjen Melolonthidae. Inga underarter finns listade i Catalogue of Life.